# Delta Force (Computerspiel)
Delta Force ist ein Taktik-Shooter, der von Novalogic entwickelt und 1998 für Microsoft  Windows veröffentlicht wurde. Er basiert lose auf der namensgebenden Spezialeinheit Delta Force der US-Armee. Es ist der erste Teil der Delta Force Computerspielreihe. 2009 wurde das Spiel auf Steam digital wiederveröffentlicht. 2017 erschien eine Fassung auf GOG.com.

## Technik
Das Spiel verwendete die Voxel Space Engine von Novalogic. Es setzte MMX Erweiterung für Prozessoren voraus und war seinerzeit aufgrund der Voxel-basierten Rendering-Technik sehr CPU-lastig. Es verwendete Direct3D mit Bildschirmauflösungen von 320 × 240 bis 800 × 600 Bildpunkten in True Color Farbtiefe.

## Zensur
Die USK-18-Fassung wurde für den deutschen Markt gewaltgemindert in dem rote Blutwolken weiß gefärbt wurden.

## Rezeption
Die Zeitschrift PC Player verlieh die Auszeichnung Gold-Player. Martin Schnelle stufte es eher in Richtung Action-Spiel als Simulation ein. Schwächen machte er bei der künstlichen Intelligenz der Computergegner aus. Die Engine sei zwar rechenintensiv, sehe aber technisch veraltet aus. Andreas Sauerland von PC Games bezeichnete das Spiel technisch als Flop, da es zwar originell und spannend sei, aber der Spielverlauf nicht flüssig und schnell dargestellt werden könne. Paul Kautz von PC Joker enthielt sich einer Meinung und verwies auf den drastischen Realismus, der eine Indizierung durch die BPjS herausfordere. Es handele sich dennoch um ein intelligentes Spiel, das viel auf Erkundung setze und stets mehrere Lösungswege böte. Chris Peller von Power Play bezeichnete Delta Force als realistisch anmutendes Kriegsspiel, das thematisch nicht jedem zusage. Die Grafik komme zwar ohne 3D-Beschleuniger aus. Bei der Verwendung von Scharfschützengewehren werde die Ansicht schnell pixelig.
GameStar zählte es in einem Ranking zu den besten Shootern und stilbildend für das Genre.